# Daniel Onega
Daniel Germán Onega (Las Parejas, 17 de março de 1945) é um ex-futebolista argentino
Conhecido como El Fantasma, é um dos maiores ídolos do River Plate. Todavia, ao lado do irmão Ermindo Onega, de Oscar Más, Luis Artime, Ramos Delgado e Delém, atuou justamente em meio ao período em que a equipe ficou dezoito anos sem ganhar títulos; Era caracterizado como um atacante imprevisível e veloz, tendo estabelecido o recorde de artilharia em uma única edição da Taça Libertadores da América, com seus 17 gols na edição de 1966. Mesmo assim, o River, que havia chegado a final, perdeu a finalíssima do torneio para o Peñarol; os uruguaios venceram de virada por 4 x 2.
Daniel Onega marcou 118 gols em 252 pelos millonarios, compreendidas entre 1966 e 1971 e em uma segunda passagem em 1973. Também era um bom em distribuir assistências, tendo servido outros tantos gols à sua dupla ofensiva, Oscar Más. A equipe só conseguiria encerrar seu jejum em 1975. Ele jogaria também pelo Racing (em 1972); na equipe espanhola do Córdoba (entre 1974 e 1977); e no Millonarios, da Colômbia, onde enfim sagrou-se campeão, faturando o campeonato nacional em 1978.
Atuou pela Seleção Argentina entre 1966 a 1972. Era um nome certo para a Copa de 1970, mas a Albiceleste acabou desclassificada nas eliminatórias em plena La Bombonera pelo Peru.

## Títulos

### Individuais
- Artilheiro da Copa Libertadores da América de 1966 pelo River Plate (17 gols)